# Mk48 (魚雷)
Mk48は、アメリカ海軍が開発した魚雷。潜水艦から運用する大型誘導魚雷である。

## 概要
Mk48は、先代のMk37魚雷および第二次世界大戦以来使われ続けてきたMk14魚雷から置換することを目的に開発された、対水上艦艇・対潜水艦兼用の魚雷である。発射は533mm（21in）の魚雷発射管から行われる。最も初期の型は1972年だったが、1972年にアルファ型原子力潜水艦の就役により、大幅に改良された魚雷であるADCP計画の加速が決定され、大幅に改良された電子機器が搭載された。Mk-48 Mod 4の先行量産が1985年から開始され、1988年からは能力向上型のADCAP型が配備されている。その後も多様な改修が加えられ、 2012年現在では Mk-48 Mod 6が運用中で2008年に環太平洋合同演習でMod 7が試射され、アメリカ海軍の潜水艦の主装備となっている。現在のアメリカ海軍には1,046本のMk-48魚雷が配備されている。
Mk48の誘導システムは柔軟性に富んでおり、攻撃に際して多様な選択肢をもたらす。大きく分けると、誘導方式は、魚雷本体のソナーのみによる探信/受聴（active/passive）誘導と、母艦からの有線誘導の2つである。後者では誘導ケーブルで魚雷と母艦を電子的に結合することにより、魚雷自身よりも捜索範囲が広い母艦側のソナーを用いて初期誘導を行うことができる。さらに、魚雷のソナーを母艦のいわば拡張された「耳」として利用することも出来るようになる。
魚雷の誘導アルゴリズムに任せるだけでなく、必要な場合には人間のオペレーターが介入することにより、例えば目標が囮や対抗手段を展開した場合でも、そうした妨害を排除して攻撃を続行することができる。また、発射された魚雷は事前のプログラムに従って捜索・捕捉および攻撃を行うが、一度で目標に命中しなかった場合でも自律的に再攻撃を行うことができる。

## 改良
海軍研究局では2017年1月よりMk48 mod 7の射程を伸ばし「拡張射程兵器」として特徴付けるものに発展させるための試作魚雷推進システムの開発と実証を目的としたTorpedo Advanced Propulsion System(TAPS)の研究を進めている。方式としてはオットー燃料タービンエンジンおよびアルミニウム酸化物（Al-AgO）による電気推進が検討されている。代替の貯蔵化学エネルギー推進システム(SCEPS)については更なる検討の結果除外された。

## 要目（Mk48/ADCAP魚雷）
註：［］内は公称値
- 種別：潜水艦用長魚雷（潜水艦用重魚雷）
- 全長：5.79m
- 直径：533mm
- 重量：1,662.75kg
- 弾頭：292.5kg 高性能爆薬（磁気信管付）
- 射程（40kt/55kt）

Mk-48：約40.7km/約31.5km
Mk-48 ADCAP：50km/38km
［8km以上］
- 運用深度：1,000ft（366m）
- 捜索・攻撃深度（最小/最大）：18m/1,374m
- 最大速力：50kt以上
- 機関：斜板機関/ウォータージェット推進
- 配備：1972年（Mk48）、1988年（Mk-48 ADCAP）
- 単価：250万ドル（Mk48）、350万ドル（Mk-48 ADCAP、推定）

## 採用国

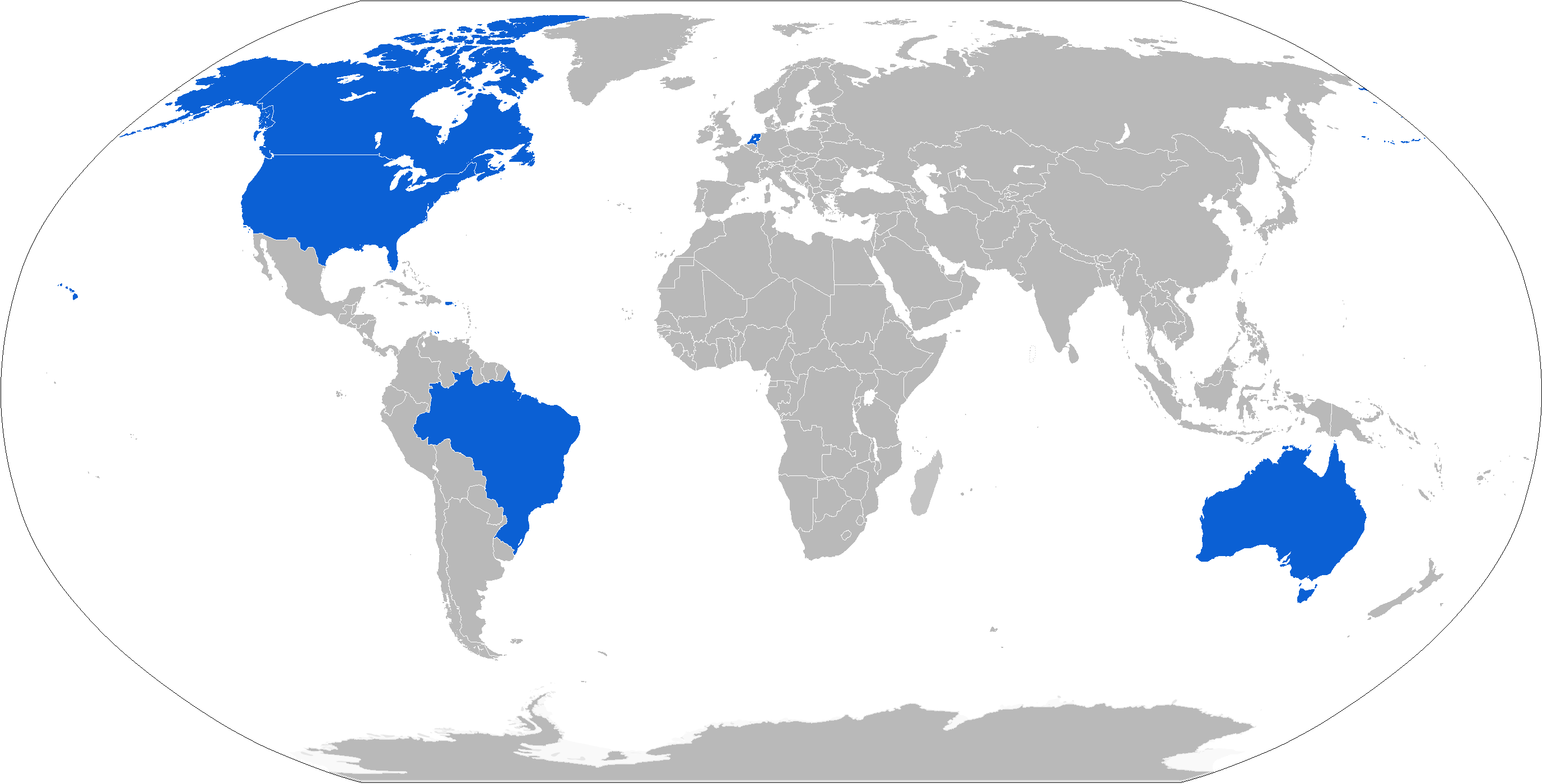
Mk48魚雷の採用国

### 運用中
- オーストラリア海軍
- ブラジル海軍
- カナダ海軍
- オランダ海軍
- アメリカ海軍

### 運用予定
- 台湾海軍 - 2020年5月28日に対外有償軍事援助（FMS）でアメリカ海軍の在庫魚雷18本と輸送用コンテナ、技術文書、関連機材を1億8,000万ドルで輸出することが決定した[16]。